# Europa Universalis
Europa Universalis (Latein für ganz Europa oder Gesamteuropa) ist eine Serie historisch simulierter Globalstrategiespiele. Sie basiert auf einem französischen Brettspiel gleichen Titels von Philippe Thibault. Aktuell umfasst die Serie vier Spiele, wobei das jeweils neueste als Nachfolger der älteren gesehen werden kann.
Ziel des Spieles ist es, seine gewählte Nation durch geschickte Diplomatie, militärische Stärke und eine funktionierende Wirtschaft zur mächtigsten ihrer Zeit zu führen und möglichst viele Siegpunkte zu erlangen. Dabei sind keinerlei Missionsziele vorgegeben, die den Spieler durch den Spielverlauf geleiten sollen. Ihm steht es frei, ahistorisch oder nach historisch korrekten Fakten zu spielen. Er kann direkt auf bedeutende historische Ereignisse Einfluss nehmen sowie die Regierungs-, Gesellschafts- und Wirtschaftsform seiner Nation bestimmen. Neben Europa Universalis entwickelte Paradox Interactive andere Spiele mit ähnlichem Spielprinzip wie Crusader Kings, Hearts of Iron und Victoria.
Sämtliche Titel der Europa-Universalis-Serie besitzen einen Mehrspielermodus, in dem jeder teilnehmende Spieler jeweils eine Nation verkörpert. Außerdem kann das Spiel durch verschiedene Mods oder DLC erweitert werden.

## Spiele

### Europa Universalis
Europa Universalis wurde im Jahr 2000 veröffentlicht und spielt in der Neuzeit. Der Spieler übernimmt die Kontrolle einer von acht europäischen Nationen (während acht weitere in anderen Szenarien möglich sind) zwischen den Jahren 1492 und 1792. Diese spielbaren Nationen sind die Großmächte der jeweiligen Zeit. Zum Beispiel sind in der sogenannten „Großen Kampagne“ zwischen 1492 und 1792 England, Frankreich, Spanien, Portugal, Österreich, Polen-Litauen, Russland und das Osmanische Reich spielbar. Das Spiel findet in Echtzeit auf einer zweidimensionalen Karte statt, die in ungefähr 1500 Provinzen aufgeteilt ist.
Der militärische Teil beschränkt sich auf das Zusammenstellen und Dirigieren von Feld- und Seearmeen. Abgesehen von einem möglichen Rückzug kann der Spieler nicht in die computerberechneten Schlachten eingreifen. Die Berechnungen erfolgen aufgrund der Armeezusammenstellung, der erforschten Technik, zugewiesenen Anführern und weiteren Komponenten wie beispielsweise dem Terrain oder der Witterung. Einer Welteroberung, die in Spielen wie Civilization eine Gewinnmöglichkeit darstellt, versucht das Spiel durch gewisse Merkmale entgegenzuwirken: Erklärt der Spieler ohne einen Casus Belli einer zweiten Nation den Krieg, verringert sich die „Stabilität“ der eigenen Nation. Dieser Verlust wird beispielsweise durch Rückgänge der Einnahmen und mit einer erhöhten Revoltengefahr simuliert. Zudem verteilt das Spiel für eroberte Gebiete sogenannte Bad-Boy-Punkte; erreichen diese einen gewissen Schwellenwert, gilt die Spielernation als verhasst und erhält zahlreiche Kriegserklärungen der Computergegner.
Der Wirtschaftsteil besteht aus Investitionen in Infrastruktur, Handel, Kolonisation und Fortschritt. Jede vom Spieler kontrollierte Provinz nimmt Steuern sowie Produktionsgewinne ein und generiert ein Handelsaufkommen. Der Umsatz durch Handel wird nicht automatisch dem Besitzer zugeschrieben, sondern fließt in eines von zahlreichen Zentren, um dessen Einnahmen alle Nationen konkurrieren können. Die Kolonisation ermöglicht es dem Spieler neue Provinzen außerhalb Europas zu erlangen. Kolonialwaren können dabei einen hohen Produktionsgewinn und Handelsaufkommen schaffen. In die Forschung und die Ausgaben für das Volk fließt ein Großteil der Einnahmen, der Rest der Einnahmen kann zum Prägen von Geld benutzt werden. Geld ist beispielsweise notwendig für das Ausheben von Armeen, Armeeinstandhaltung, Diplomatie und Infrastrukturerweiterungen, erhöht jedoch auch die Inflation, die wiederum durch Investitionen in Technologien und Infrastruktur reduziert werden kann.
Die Diplomatieoptionen ermöglichen Bündnisse und beeinflussen generell die Beziehungen zu anderen Staaten. So können beispielsweise Kriegsgründe geschaffen werden oder ferner – unter bestimmten Voraussetzungen – Marionettenregierungen eingesetzt und Nationen friedlich annektiert werden.
Das Spiel weist den Nationen geschichtlich korrekt die jeweiligen Herrscher zu und beinhaltet eine Reihe von historischen Ereignissen wie beispielsweise den Vertrag von Tordesillas oder die Reformation.
Wie bei den Nachfolgern auch besteht ein Easter Egg darin, dass die im Spiel eingebbaren Cheats nach historischen Persönlichkeiten und in Anspielung auf deren Wirken benannt sind; so unterbindet etwa der Code Alba Aufstände der Bevölkerung, Richelieu ermöglicht die Kontrolle über feindliche Einheiten und Oranje verschafft den maximalen Wert an Stabilität.

### Europa Universalis II
Europa Universalis II erschien im November 2001 und lässt den Spieler die Kontrolle über ein Land seiner Wahl in den Jahren von 1419 bis 1819 übernehmen. Während die „Große Kampagne“ die maximale Spieldauer ausschöpft, beschränken sich andere auf kürzere historische Epochen, z. B. „Napoleons Ambitionen“ auf die napoleonische Ära. Zusätzlich wählt er eines von hunderten, über den gesamten Erdball verteilten Ländern aus. Dabei sind jedoch alle im Spiel vorhandenen Nationen spielbar, die in dieser Zeit bestanden, von England, Schweden und Österreich über Oldenburg, Maya und Mamelucken bis hin zu Staaten wie Songhai oder Kachetien. Man kann die Geschichte Frankreichs nachspielen und das Ergebnis der Französischen Revolution beeinflussen, aber auch ein kleines nord- oder südamerikanisches Indianervolk führen.
2009 wurde mit For the Glory ein von Crystal Empire Games entwickelter Ableger herausgebracht, der inhaltliche Erweiterungen, mehr Benutzerfreundlichkeit und eine modernere Optik einbringt und dank des inkludierten Mods AGCEEP Tausende historische Ereignisse beinhaltet.

### Europa Universalis III
Europa Universalis III wurde im Januar 2007 veröffentlicht und ist der dritte Teil der Serie.
Das Spiel beginnt 1453 nach dem Fall Konstantinopels und beschreibt die Herrschaft über eine von 250 historischen Nationen. Es endet 1789 nach dem Sturm auf die Bastille. Die 2D-Karte umfasst insgesamt 1700 Provinzen. Neben der Grafik änderte der Hersteller zum Beispiel den Umgang mit historischen Begebenheiten während des Spielverlaufs. So fehlen jegliche geschichtliche Ereignisse wie beispielsweise das Aussterben der Herzöge von Burgund oder Kleve. Das Magazin Games for Windows beschrieb das Spielprinzip deshalb im Gegensatz zu den Vorgängern als geschichtsmodellierend anstatt den Spieler in der Geschichte einzusperren. Zusätzliche Neuerungen sind sogenannte „nationale Ideen“, die den Charakter eines Landes formen, ein Spionagesystem und weitere Verbesserungen wie eine Automatisierung des militärischen Nachschubsystems.

#### Erweiterungen
Für das Spiel existieren vier Add-ons, die nur über Onlineshops vertrieben werden.
Napoleon’s Ambition
Die erste Erweiterung verlängerte die Zeitspanne des Spiels um die namensgebende Epoche bis 1821 und um Mechaniken der Revolution und Reaktion, die allen in Frage kommenden Großmächten erlaubt, entweder Opfer eines republikanischen Umsturzes zu werden oder sich nachfolgend einer feindlichen Koalition anzuschließen. Der Spieler hat nun die Möglichkeit, selbst Handelszentren zu eröffnen und seine Hauptstadt zu ändern. Weitere Features sind ein Kolonialreichweite-System und Starteinstellungen vor der Wahl einer Kampagne.
In Nomine
In Nomine (lat. „im Namen“) verlegt das früheste Startdatum auf 1399 und führt erstmalig das Entscheidungssystem ein, das es erlaubt, bestimmte Handlungen zu jedem beliebigen Zeitpunkt durchzuführen, sofern die Bedingungen erfüllt sind, und das sich seitdem in den allermeisten folgenden Paradox-Spielen wiedergefunden hat. Neben diesem Feature hilft auch die neue Missions-Mechanik, Leitlinien für die Staatsführung zu finden, indem historische und generische Aufgabenstellungen sowohl Spielern als auch der KI einen lohnenden Pfad vorschlagen. Agendageleitete Rebellenfraktionen, kulturspezifische Staatsformennamen, religiöse Toleranzpolitiken und Spionageaktionen sind nur einige der zahlreichen Hinzufügungen.
Heir to the Throne
Diese Erweiterung fokussiert sich ganz auf die Machtinstrumente der Herrscher und vertieft die Beziehungen zwischen den Nationen, indem nun etwa mehrere Monarchen dynastisch miteinander verbunden sein können. Gleichzeitig kommt der Absicherung der Thronfolge eine immense Bedeutung zu, da im schlimmsten Fall die Übernahme durch Verwandte im Ausland droht. Die Dynamik von Frieden und Krieg wurde deutlich ausgebaut, indem Nationen auf Grundlage ihrer Rechtfertigungen oder des Mangels derselben strategisch vorgehen müssen, wenn sie Konflikte vom Zaun brechen und sich an ihren Feinden bereichern wollen. Ein komplexes System der Wechselwirkung zwischen nationaler Performance und der Qualität der angeforderten Berater zwingt den Spieler, seine Traditionen hoch zu halten.
Divine Wind
Mit dem vierten und letzten Add-on Divine Wind (englisch „Göttlicher Wind“) gingen eine Menge umfangreicher Ergänzungen und Überarbeitungen einher, die das Spiel auf qualitativer Ebene deutlich bereicherten. Die größte und auffälligste Veränderung ist die optische Umgestaltung der Karte unter Hinzufügung vieler weiterer Gebiete und Ansichtsfilter. Bezüglich neuer Spielmechaniken liegt der Fokus auf den fernöstlichen Reichen Chinas und Japans, deren politische Systeme (Kaiserreich und Daimyo) spezifisch abgebildet werden, ebenso wie die der Steppenhorden. Für alle Kulturen kommen weitere Gebäudetypen (in einer neuen Stadtbau-Ansicht), Optionen in Friedensverhandlungen und ein realistischerer Handelsfluss hinzu.

##### Kollektionen
Generell erfordert die Installation und Nutzung einer Erweiterung in Europa Universalis III das Vorhandensein der vorausgegangenen Erweiterungen. Im Oktober 2008 erschienen das Hauptspiel und die beiden ersten Add-ons als Neuauflage unter dem Titel Kollektion, welche technisch als Grundlage für die Nutzung der beiden noch folgenden Erweiterungen Heir to the Throne und Divine Wind verwendet werden kann. 2013 erschien die Europa Universalis III World Edition, welche alle vier großen Addons enthält, dementsprechend handelt es sich hierbei um die den Features nach vollständige Verkaufsversion. Allerdings sind noch eine Reihe kleinerer kosmetischer Zusatzinhalte vorhanden, welche einzeln dazugekauft werden können.

#### Kritik
Steve Butts, Redakteur der Website IGN, beschreibt die Änderungen in Europa Universalis III als „nicht weltbewegend“. Sie fügen jedoch mehr Realismus und Optionen hinzu, die durchaus eine Menge zum Spielerlebnis beisteuern („definitely add a lot to the experience“). Bernd Fetsch sieht auf der Website des Sterns das Klassenziel des Herstellers, EUIII im Gegensatz zu den Vorgängern auch für Gelegenheitsspieler ansprechend zu gestalten, als verfehlt an: Es bleibe ein „Komplexitätsmonster (…) für Sonderlinge, die neben ihrem Geschichtsstudium einfach zu viel Zeit haben.“

#### Modifikationen
Es gibt für Europa Universalis III viele Mods, die z. B. mehr Provinzen hinzufügen oder die Zeitspanne verändern, in der man spielen kann.

### Europa Universalis IV
Europa Universalis IV beginnt 1444 nach der Schlacht bei Warna und endet im Jahr 1821. Der vierte Teil der Spieleserie bedient sich im Wesentlichen der Mechaniken der Vorgänger, ist aber der bislang umfangreichste Teil und wird nach wie vor regelmäßig mit neuen Inhalten versorgt. Er beschreibt über 800 historisch tatsächlich existierende sowie weitere, im Spielverlauf formbare Nationen. Erstmals steht dem Spieler dafür eine 3D-Karte zur Verfügung. Auch gibt es mehr Diplomatieoptionen und ein verändertes Handelssystem. Seit 2020 liegt die Pflege und Weiterentwicklung des Spiels in den Händen des kleineren Entwicklerteams Paradox Tinto.

### Spin-offEuropa Universalis: Rome
2008 erschien das Spin-off Europa Universalis: Rome. Dieses verlagert die Handlung in die Antike und fokussiert sich auf die Darstellung der Politik in der Römischen Republik sowie deren militärische Expansion im Mittelmeerraum. 2019 erschien mit Imperator: Rome der direkte Nachfolger unter anderem Namen.

### Europa Universalis V
Im Mai 2025 kündigte Paradox mit Europa Universalis V den nächsten Teil der Serie an. Zeitlich soll das Spiel im Jahr 1337, und damit deutlich früher als der Vorgänger ansetzen. Versprochen wird außerdem eine noch komplexere Simulation der wirtschaftlichen und gesellschaftlichen Entwicklung.